# Dub bílý
Dub bílý (Quercus alba) je opadavý strom dorůstající výšky 25 metrů. Pochází z východních oblastí Severní Ameriky a v Česku je pěstován jako okrasná dřevina. Je ceněn zejména pro podzimní zbarvení listů.

## Charakteristika
Dub bílý je opadavý strom dorůstající výšky 25, výjimečně až 35 metrů. Koruna je široce vejcovitá, nahoře zaoblená. Borka je světle šedohnědá, odlupčivá v úzkých plátech. Letorosty jsou zelené nebo načervenalé, později šedé, zprvu pýřité, olysávající. Zimní pupeny jsou tmavě červenohnědé, asi 3 mm dlouhé, vejcovité, lysé. Listy jsou obvejčité až úzce eliptické nebo úzce obvejčité. Čepel listů je 12 až 18 cm dlouhá a 7 až 11 mm široká, na okraji mělce až hluboce laločnatá, na bázi úzce klínovitá až špičatá. Laloky jsou často úzké a na vrcholu zakulacené. Žilnatina je tvořena 5 až 7 páry postranních žilek. Listy jsou na líci světle sivozelené, matné nebo lesklé, na rubu světle zelené, zprvu pokryté bělavými nebo červenavými vzpřímenými chlupy, které později opadávají. Řapíky jsou 10 až 25 mm dlouhé, žlutavé. Na podzim se listy zbarvují do oranžových a vínově až fialově červených odstínů. Žaludy jsou světle hnědé, vejcovitě elipsoidní až podlouhlé, jednotlivé nebo po 2, krátce stopkaté nebo téměř přisedlé, obvykle 12 až 30 mm dlouhé, asi do 1/4 až 1/3 kryté polokulovitou číškou se ztlustlými jemně chlupatými šupinami.

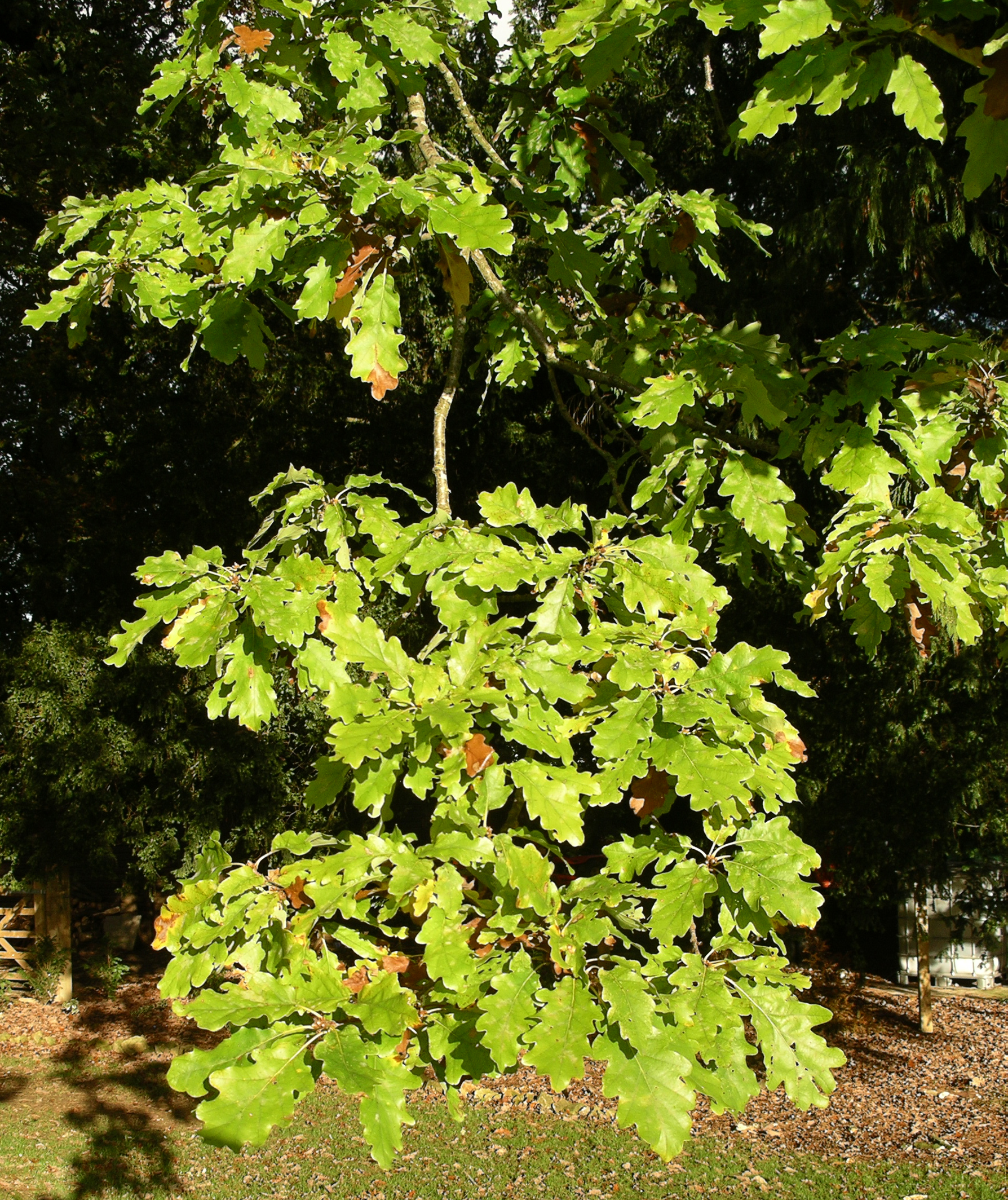
Dub bílý
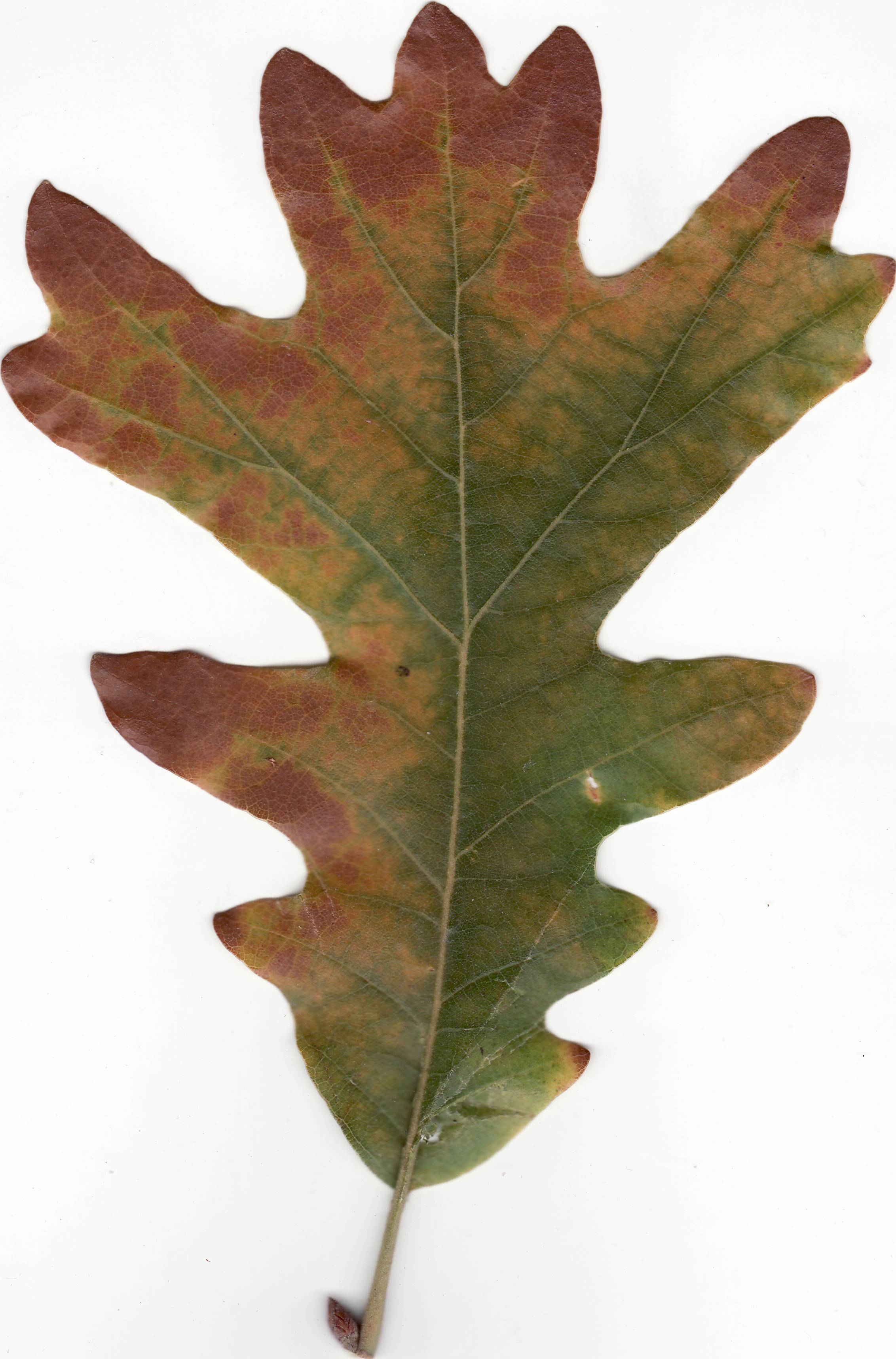
List dubu bílého na podzim
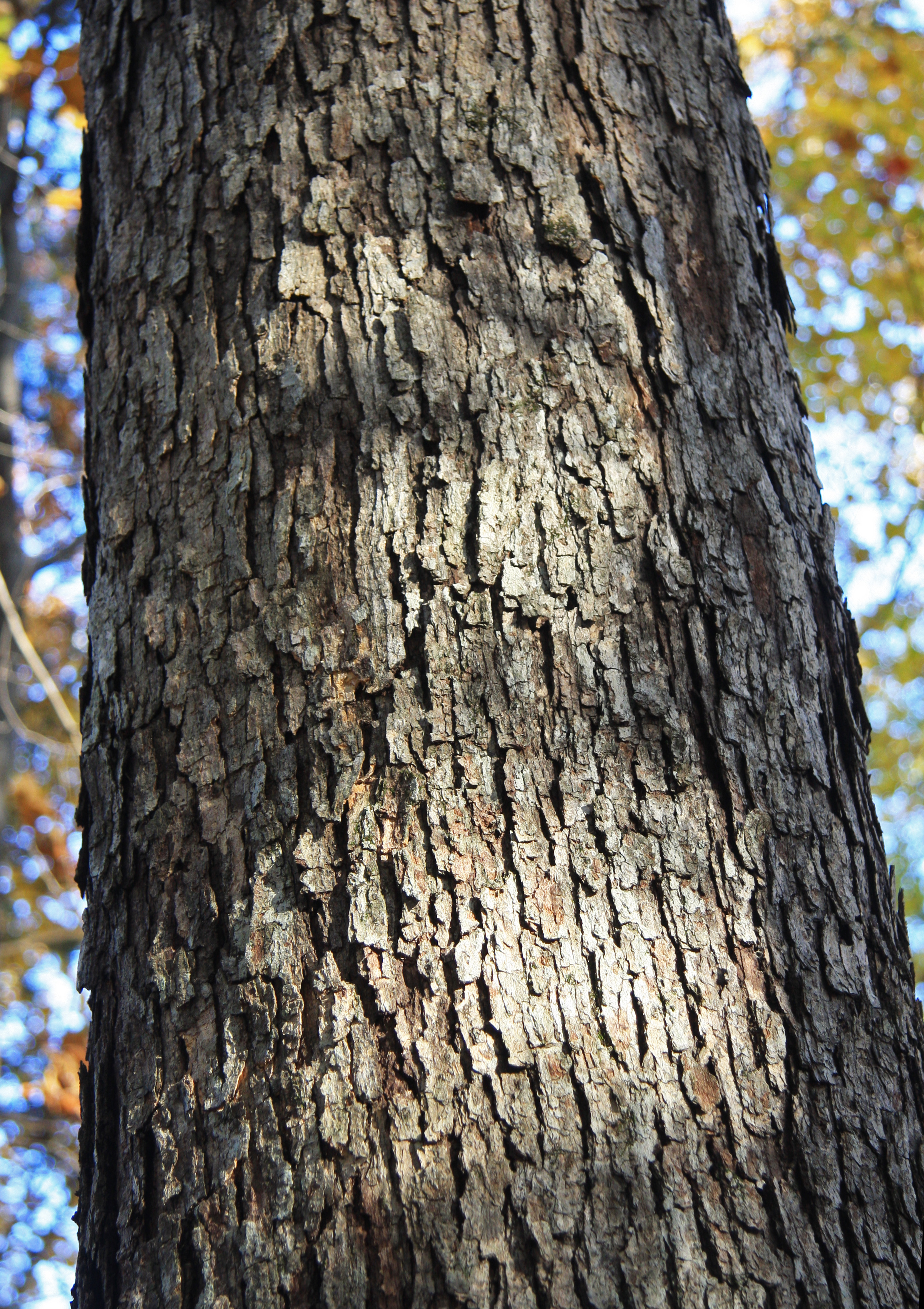
Borka dubu bílého
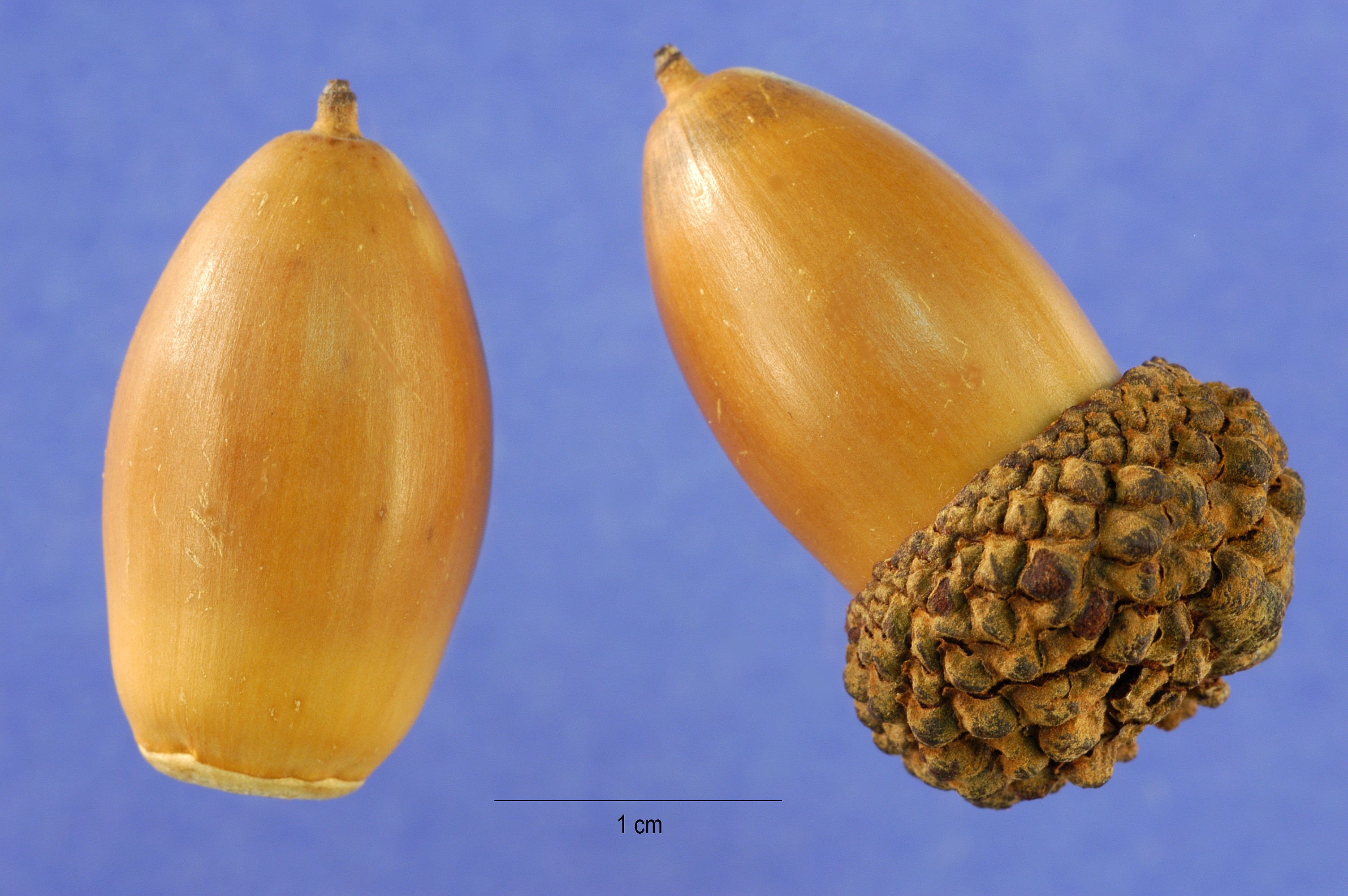
Žaludy dubu bílého

## Rozšíření
Dub bílý je rozšířen ve východní polovině USA a v jihovýchodní Kanadě. Roste v opadavých listnatých lesích na hlubších půdách, někdy též na mělkých půdách na suchých horských svazích, v nadmořských výškách do 1600 metrů. Preferuje kyselé a dobře odvodněné půdy. V oblastech společného výskytu se kříží s různými jinými duby z téže sekce: s dubem košíčkatým (Q. prinus), dubem velkoplodým (Q. macrocarpa), dubem letním (Q. robur), dubem Muehlenbergovým (Q. muehlenbergii), dubem křovitým (Q. prinoides) a dubem dvoubarevným (Q. bicolor).

## Ekologické interakce
Na dubu bílém se mj. živí některé bizarně vypadající housenky, jako je Parasa indetermina a Acharia stimulea.

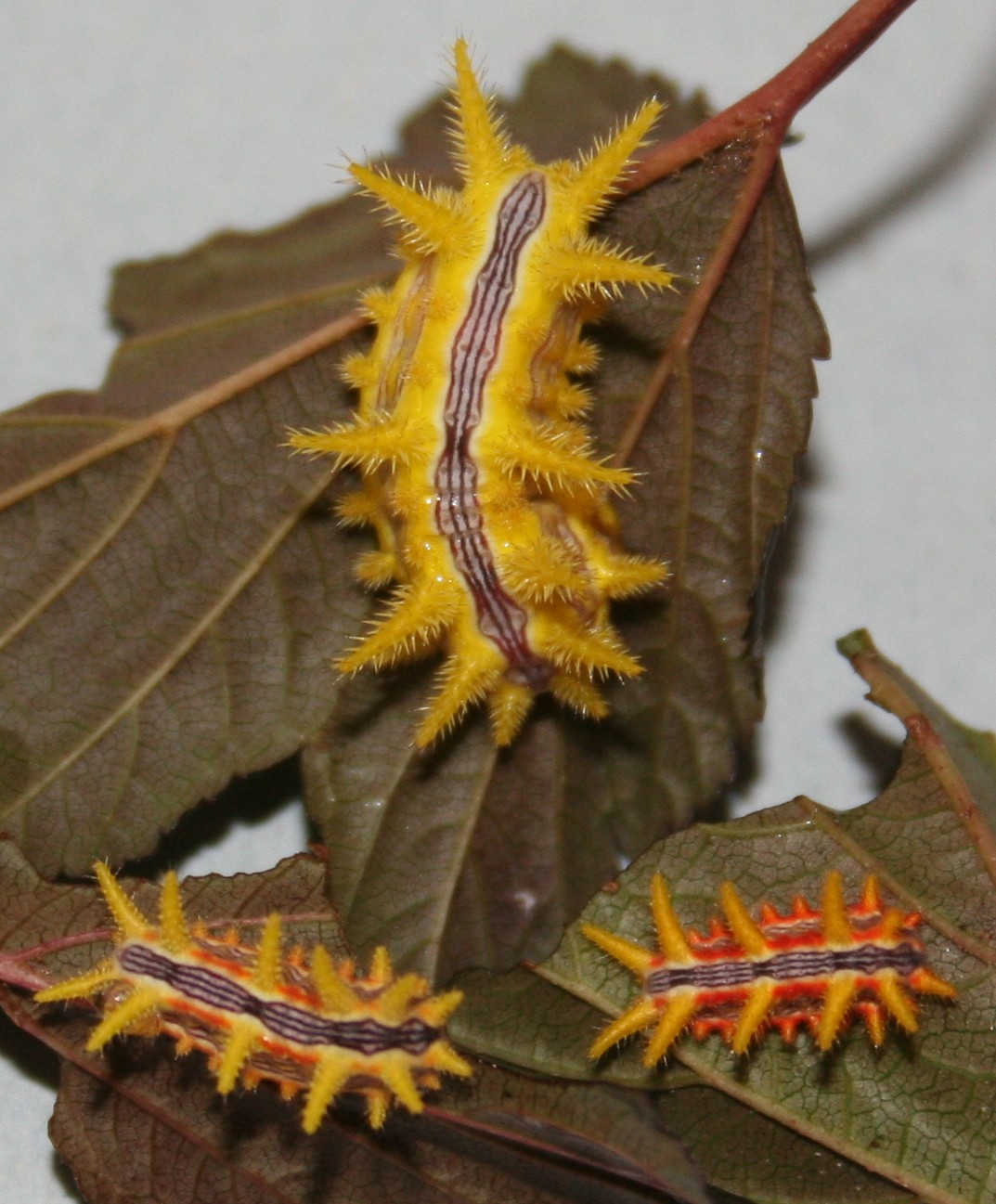
Žahavé housenky můry Parasa indetermina
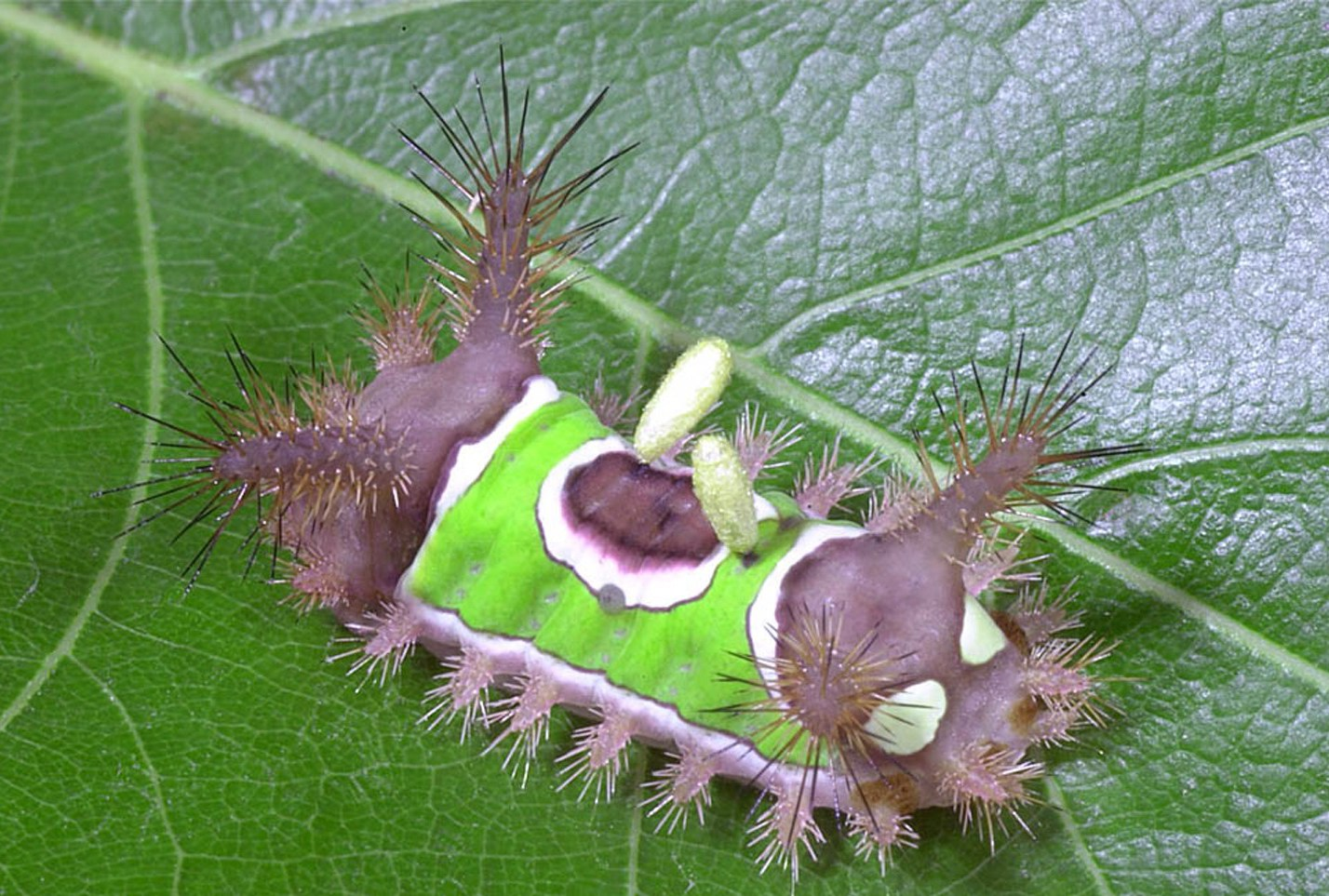
Housenka můry Acharia stimulea

## Význam
V minulosti byl dub bílý ve Spojených státech zdrojem nejvíce ceněného dubového řeziva, používaného zejména v truhlářství a při stavbě lodí. V dnešní době je téměř zcela nahrazen dřevem rychle rostoucích červených dubů. Domorodí indiáni používali dub bílý při léčení celé řady neduhů, jako jsou průjmy a úplavice, astma, revma, afty a podobně. Semena dubu bílého jsou nasládlé chuti a jedlá.
Dub bílý je v Česku pěstován jako okrasná dřevina, nápadná zejména podzimním zbarvením listů. Je to dlouhověký dub, dožívající se stáří přes 200 let. Do Evropy byl zaveden v roce 1724.

## Zajímavosti
Dub bílý je stromem amerického státu Illinois a Connecticut.